# Escobars Vollstrecker – Geständnisse eines Killers
Escobars Vollstrecker – Geständnisse eines Killers (Originaltitel: Popeye: Confessions of a Hitman) ist ein französischer Dokumentarfilm aus dem Jahr 2018 über Jhon Jairo „Popeye“ Velásquez, einen einstigen Auftragsmörder im Dienst des kolumbianischen Drogenbarons Pablo Escobar.

## Inhalt
Der einstige Auftragsmörder Jhon Jairo „Popeye“ Velásquez berichtet vor laufender Kamera über seine Arbeit im Dienst des kolumbianischen Drogenbarons Pablo Escobar und seiner späteren Inhaftierung in der berüchtigten Strafanstalt La Modelo in Bogotá.

## Hintergrund
Der von Tony Comiti Productions produzierte Dokumentarfilm wurde im Vertrieb von Java Films am 27. November 2018 auf Englisch und Französisch erstveröffentlicht und erschien in deutscher Fassung, bearbeitet von der Synchronfirma Media Transform, am 7. Juli 2019 auf ZDFinfo. Die Aufnahmen mit Jhon Jairo „Popeye“ Velásquez entstammen den Dreharbeiten für die Episode Colombie : les nouveaux barons de la cocaïne des Fernsehprogramms Enquête Exclusive, ausgestrahlt am 5. November 2017 auf dem französischen Privatsender M6.